# Magnus Moselius
Magnus Moselius, född 1708 i Västra Husby församling, Östergötlands län, död 6 juni 1783 i Östra Eneby församling, Östergötlands län, var en svensk präst.

## Biografi
Magnus Moselius föddes 1708 i Västra Husby församling och döptes 30 juli samma år. Han var son till kyrkoherden Anders Moselius och Catharina Hagman i Gårdeby församling. Moselius studerade i Söderköping och Linköping. Han blev 21 januari 1729 student vid Uppsala universitet och prästvigdes 5 juni 1735. Moselius blev 14 november 1739 komminister i Kvillinge församling, tillträdde 1740 och 11 augusti 1760 kyrkoherde i Östra Eneby församling (fjärde provpredikant), tillträdde direkt. Han blev 3 juli 1782 prost. Moselius avled 1783 i Östra Eneby församling.

### Familj
Moselius gifte sig 10 april 1740 med Anna Catharina Wiman (1717–1784). Hon var dotter till kyrkoherden Johan Wiman och Catharina Nordstrand i Tingstads församling. De fick tillsammans barnen Johannes Moselius (1741–1741), Ingrid Catharina Moselius som var gift med kyrkoherden Samuel Juringius i Kvillinge församling, Margareta Christina Moselius (född 1744) som var gift med proviantmästaren Samuel Herman Tinnerholm vid Norrköpings kronomagasin, Anna Maria Moselius (1746–1746), en flicka (1747–1747), Elisabet Moselius (1749–1749), Johanna Sophia Moselius som var gift med komministern Bengt Wormsdorff i Brunneby församling, Märta Elisabet Moselius (1751–1751), Hedvig Ulrica Moselius som var gift med kyrkoherden Erik Andreæ Qvillén i Godegårds församling, en pojke (1754–1754), Magnus Moselius (1756–1757), läraren Matts Gustaf Moselius (1758–1810) vid Norrköpings södra fattigskola, Carl Anders Moselius (1759–1759), Daniel Olof Moselius (1761–1761) och Magnus Moselius (1765–1765).